# Minimalistisch programma
Het minimalistisch programma is een onderzoeksprogramma in de generatieve taalkunde, begin jaren '90 geformuleerd door Noam Chomsky. Kerngedachte van het programma is dat natuurlijke taaluitingen worden gegenereerd door een minimaal computationeel systeem.
Het minimalisme is een radicale breuk met eerdere generatieve theorieën, omdat het geen onderscheid meer kent tussen oppervlakte- en dieptestructuur, zoals wel gebeurt in de eerdere transformationeel-generatieve grammatica en varianten hierop zoals de generatieve semantiek. De opbouw van een zin gebeurt in één keer in een eenvoudig recursief proces. De resulterende zinsstructuur wordt dan aangeleverd aan twee mentale interfaces: Phonetic Form (PF) is de interface naar het spraaksysteem, Logical Form (LF) die naar het conceptueel-intentioneel systeem, oftewel het deel van de hersenen dat betekenis verwerkt.